# Aśoka

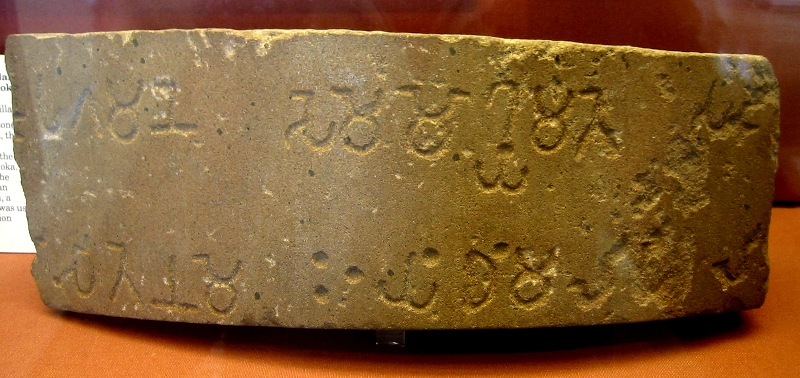
Fragment szóstego filaru z edyktem Aśoki (238 p.n.e.), piaskowiec, Brahmi, British Museum

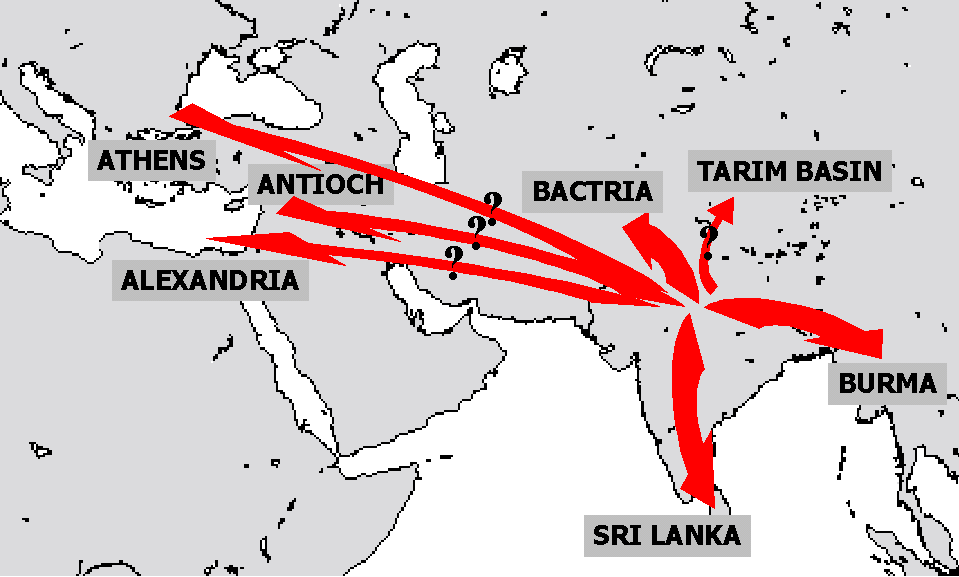
Misje buddyjskie za czasów Aśoki

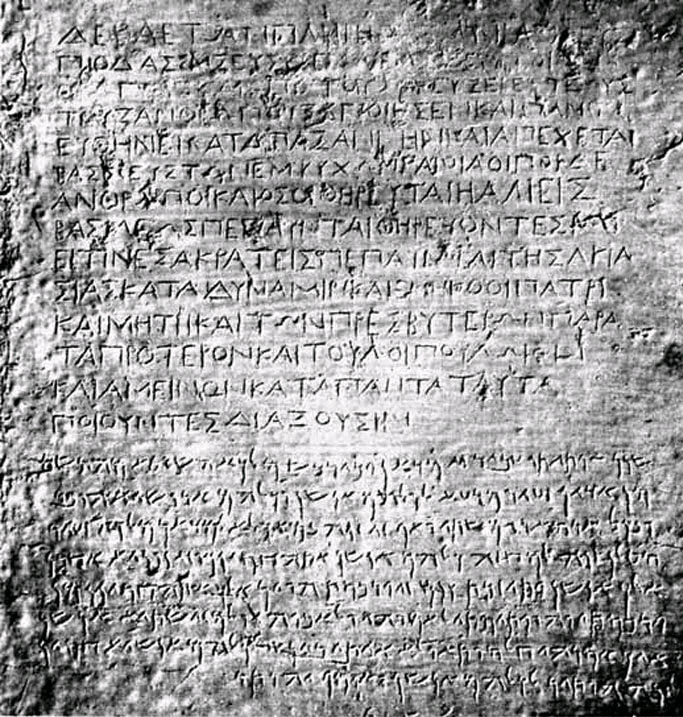
Dwujęzyczna (grecki i aramejski) inskrypcja Aśoki, Kandahar, Muzeum w Kabulu, obecnie zaginiona

Zwieńczenie filaru Aśoki, obecnie element godła Indii

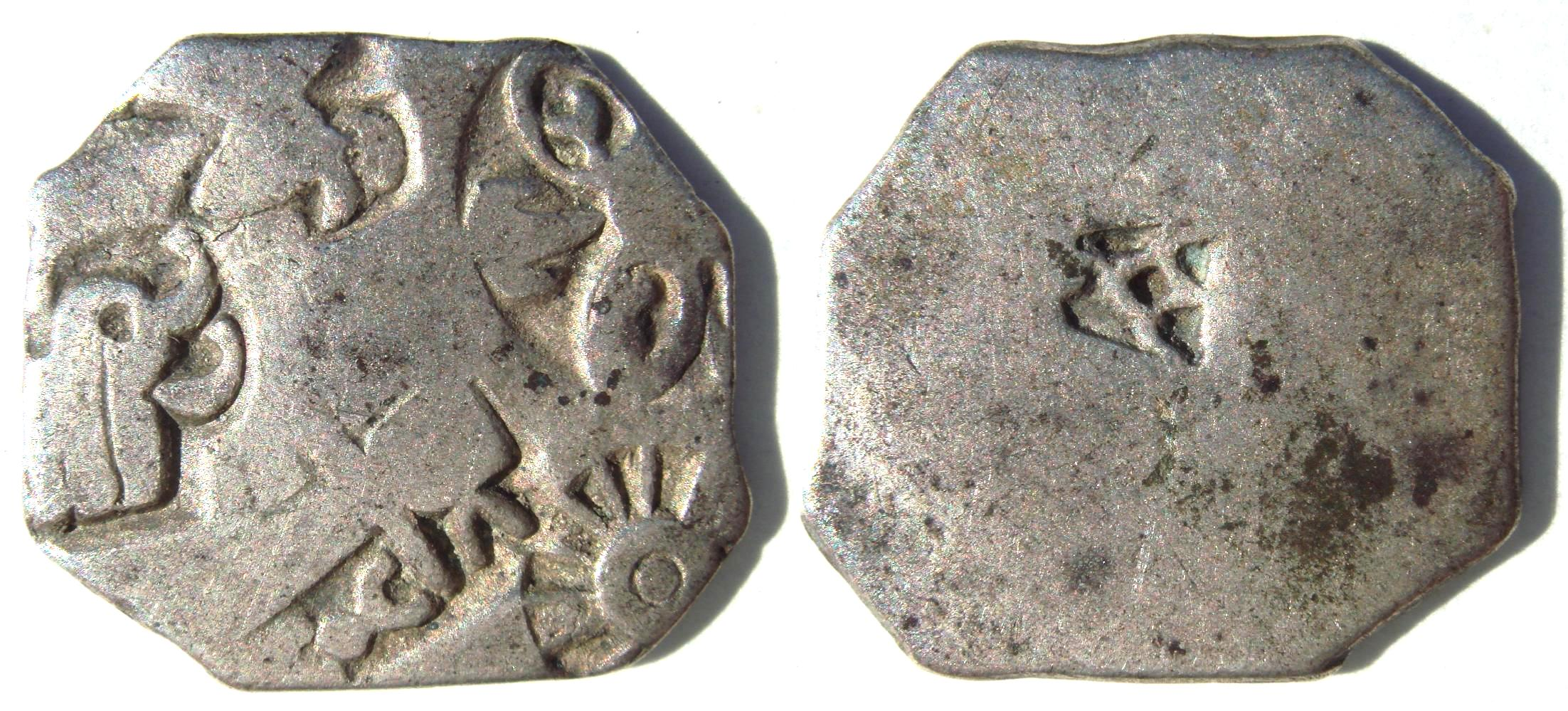
Monety z czasów Imperium Maurjów. Posiadają symbole buddyjskie: słoń (jedno z wcieleń Buddy), Koło Dharmy, Drzewo Bodhi

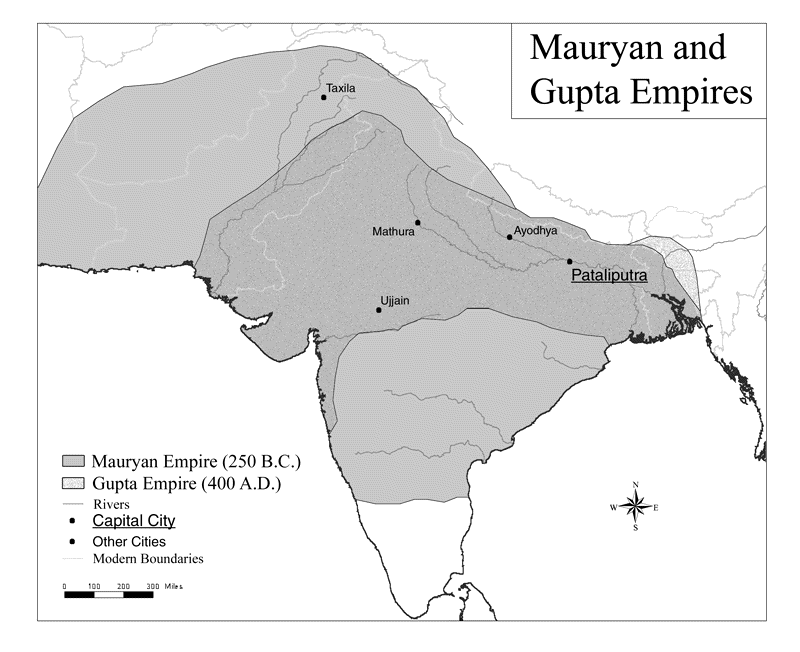
Porównanie imperiów Guptów i Maurjów

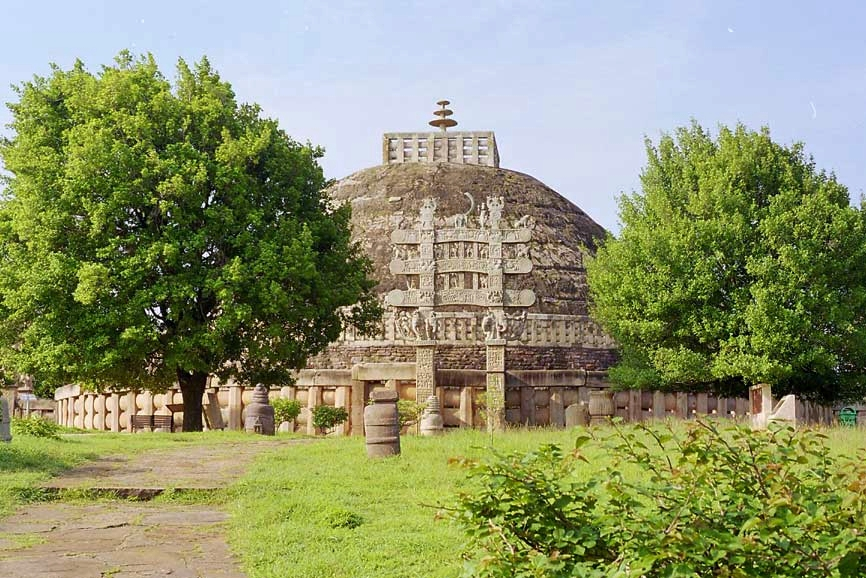
Stupa Sańći zbudowana w III wieku p.n.e przez Aśokę

Aśoka (sanskryt अशोक मौर्य;  zm. ok. 238 p.n.e. lub 232 p.n.e.) – władca indyjskiego imperium Maurjów, panujący według różnych ustaleń, między 274–264 r. p.n.e. a 239–226 r. p.n.e. Maurjowie to dynastia panująca w państwie Magadha w latach od ok. 320 do ok. 185 p.n.e., a której po raz pierwszy udało się zjednoczenie znacznych obszarów subkontynentu indyjskiego. Stolicą kraju była Pataliputra (dziś Patna w stanie Bihar), w pobliżu rzeki Son i jej ujścia do Gangesu.
Aśoka był wnukiem założyciela dynastii Maurjów – Ćandragupty, który około 320 roku p.n.e. przejął ster władzy w królestwie Magadha, leżącym na południowy zachód od Gangesu, a następnie w czasie udanych podbojów włączył do swego państwa tereny obecnych Pendżabu, Afganistanu i Beludżystanu. Obalił rządy dynastii Nandów i powiększył kraj w walce z greckimi wojskami Seleukosa I Nikatora. Imperium Maurjów objęło większość subkontynentu indyjskiego, z wyjątkiem tamilskiego południa.
Ćandragupta ostatnie dwanaście lat swego życia spędził w ascezie jako mnich dżinijski. Następcą Ćandragupty był Bindusara – ojciec Aśoki. Jego despotyczne rządy przyczyniły się do nadania mu przydomku Amitraghata („rzeźnik dla wrogów”). Żoną Bindusary była Wedisamahadevi lub Śakjakumari, córka bogatego kupca z Wadisagiri. Ona to później, gdy jej syn był już buddystą – upasaką, nakłoniła go do postawienia wielkiej stupy w rodzinnym mieście Wedisagiri.
Aśoka w młodości został wysłany przez ojca do stłumienia rebelii w Takszasili, a gdy uporał się z zadaniem, postanowił sięgnąć po władzę królewską. Bindusara mianował go jednak wicekrólem w odległej prowincji – Udżadżinie. Kiedy po upływie zaledwie kilku lat okazało się, że na nowo wybuchły bunty w leżącej na drugim krańcu królestwa Takszasili, a brat ambitnego księcia Susima nie potrafi ich stłumić, Bindusara ponownie posłał Aśokę do ogarniętej niepokojem prowincji. Ten zaś zdecydowanie rozprawił się z rebelią. Wkrótce potem król niespodziewanie zmarł.
Po śmierci ojca Aśoka objął tron państwa Maurjów, choć nie jest jasne kiedy się to stało. Według buddyjskiej kroniki Mahawamsa nastąpiło to od razu po śmierci poprzednika. Uważa się jednak, że objęcie władzy mogło poprzedzać pięcioletnie interregnum.
Pierwszym jego zarządzeniem był rozkaz zgładzenia wszystkich przyrodnich braci – ewentualnych pretendentów do królewskiego tronu. Przy życiu pozostawił tylko młodszego brata – pochodzącego od tej samej matki Tisidżę. Król miał syna, Mahendrę (Mahindę), urodzonego w 284 roku p.n.e. oraz córkę, Sanghamitrę, urodzoną w 268 roku p.n.e.
Pierwsze lata panowania Aśoki to okres konsolidacji władzy i kolejnych podbojów sąsiednich krain (m.in. stoczył wojnę z sąsiednim królestwem Kalinga-Orisa). Duża liczba ofiar wojny z Kalingą skłoniła Aśokę do zaniechania zbrojnych podbojów i rozpoczęcia krzewienia doktryny prawego i szlachetnego życia – Dharmy. Według podań właśnie wtedy (ok. 250 roku p.n.e.) Aśoka przeszedł na buddyzm, choć prawdopodobnie nastąpiło to wcześniej – i już podczas wojny był tego wyznania.
Buddyzm za jego panowania był w podobnej sytuacji, co chrześcijaństwo za Konstantyna. Religia ciesząca się przychylnością świeżo nawróconego władcy mogła liczyć na państwowe wsparcie, przywileje, wpleść się w strukturę władzy. Opracowano szczegółowe kodeksy, np. jakiego rodzaju darowizny może przyjąć mnich, by nie sprzeniewierzyć się ascetycznym zasadom. Sam Aśoka wiele podróżował docierając do najdalszych zakątków subkontynentu indyjskiego, głosząc naukę o wyzwoleniu z cierpień. Kodeksy utrwalane były na skalnych blokach lub kolumnach. Głowica jednej z takich kolumn z przedstawieniem czterech lwów ustawionych do siebie tyłem stała się w połowie XX wieku państwowym godłem niepodległych Indii.
W czasie, kiedy w Indiach panował Aśoka, w Syrii rządził Antioch II, a w Egipcie Ptolemeusz II Filadelfos. Z nimi to Aśoka nawiązał kontakty dyplomatyczne. Państwa grecko-baktryjskie utrzymywały się najdłużej w Afganistanie. Ich upadek nastąpił około 130 roku p.n.e. wskutek najazdów plemion scytyjskich Sarauków i Azjów. Po śmierci Aśoki rozpoczął się stopniowy upadek państwa.
Ostatnim władcą z dynastii Maurjów był Bryhandrata. Został on zamordowany w czasie spisku przez dowódcę swych wojsk – Puszjamitrę. Ten zaś założył nową dynastię Śungów, która rządziła stopniowo zmniejszającym się królestwem przez kolejne sto lat.